# Reiterbach (Dorfbach)
Der Reiterbach ist ein Fließgewässer in Bayern. Er entsteht aus Achertsgraben und Gufelgraben an den Nordwesthängen des Geiersteins, fließt westwärtig durch Lenggries, nimmt den Halsbach von links auf, bevor er schließlich von rechts in den Dorfbach mündet.